# Linhardshaus
Linhardshaus ist ein Gemeindeteil der Gemeinde Emtmannsberg im Landkreis Bayreuth (Oberfranken, Bayern). Linhardshaus liegt in der Gemarkung Birk.

## Lage
Die Einöde liegt auf freier Flur an einem namenlosen linken Zufluss der Ölschnitz. Ein Anliegerweg führt zur Kreisstraße BT 17 bei Hauendorf (0,2 km nordöstlich).

## Geschichte
Linhardshaus wurde im 19. Jahrhundert auf dem Gemeindegebiet von der Birk gegründet. Im Rahmen der Gebietsreform in Bayern wurde Linhardshaus am 1. Mai 1978 in die Gemeinde Emtmannsberg eingegliedert.